# Manuel Vázquez Hueso
Manuel Vázquez Hueso (Churriana de la Vega, 31 de Março de 1981) é um ciclista espanhol profissional desde a temporada de 2006, em que se estreou pela equipa Andalucía-Paul Versán antecessora da Andalucía-Cajasur.

## Títulos
2006
- 1 etapa na Vuelta a La Rioja

2007
- Volta ao Alentejo, e uma etapa

2008
- 1 etapa da Vuelta a la Comunidad Valenciana
- 1 etapa do Regio-Tour

## Equipas
- Andalucía-Cajasur  (2006-2007)
- Contentpolis-Murcia  (2008)